# André do Prado (teólogo)
André do Prado (Évora, ~1380 – Portugal, ~1455) foi um religioso, teólogo e filósofo português.

## Biografia
A informação biográfica sobre o Frei André do Prado é escassa e especulativa, no entanto ressalta-se a investigação de autores como Celestino Piana, Frei Félix Lopes, António D. de Sousa Costa, Aires de Nascimento e Mário Santiago de Carvalho para a construção de um esboço biográfico.
André do Prado terá nascido nos finais do século XIV, não mais tarde do que 1385. Esta especulação é calculada devido ao facto de que em 1414 e 1415, são lhe atribuídos títulos cuja idade mínima seria entre os 25 a 30 anos. Sabe-se também que seria natural de Évora, visto que, no preâmbulo de uma de suas obras, Frei André refere-se à Frei Pedro de Portugal, seu confrade, como pertencente à província de São Tiago e à custódia de Évora, e refere a si próprio como sendo natural de Évora com a frase "Elbora me genuit”.
Sabe-se que estudou em Paris e em Bolonha visto que na obra acima citada, ainda referindo-se ao mesmo confrade, refere que este foi seu colega nestas cidades (Parisiensis studens una mecum Parisius et Bononie simul discurit socialiter). 
Em setembro de 1414, André do Prado é referido como capelão no Colégio de São Clemente da cidade de Bolonha. Precisamente um ano depois, em 1415, este aparece como bacharel em teologia e seu regente ordinário, ainda no mesmo colégio. Contudo, ressalta-se o facto de que haveria escolares que fossem conta a permanência de Frei André e seu confrade Frei Pedro neste colégio, o que é também marcado pela composição de um documento anónimo que o refere como “um dos mais valentes bacharéis da Universidade de Bolonha e regente muito solicitado da cátedra do Colégio”.
Considerando a composição em 1416 da obra Liber distinctionum, também conhecido como Spiraculum Francisci Mayronis, pensa-se que André do Prado terá vivido em Bolonha, ou em outras regiões da Itália visto que há referências a sua investigação em Florença, até obter a sua licenciatura em teologia.
Em 1422, num documento em que solicita ao Papa Martinho V o Convento de Santa Zita de Valbom, perto de Tomar, para estabelecer a Observância franciscana, Frei André já é referido como licenciado. Em 1425 e 1426, aparece em Roma como professor de teologia no Estudo da Cúria Romana, evidente em uma bula de Agosto de 1425 enviada pelo mesmo Papa, que “lhe ordena que confira o doutoramento em teologia a Frei Rodrigo Anes, e, no ano seguinte, que atribua o magistério a Frei Lobo Boj, ambos escolares impossibilitados de suportarem as despesas inerentes aos actos doutorais.”
Em 1429 Frei André do Prado aparece pela primeira vez na documentação como procurador do Arcebispo de Braga. O primeiro documento, que data de 14 de Junho de 1429, provém de Juliano de Cesarinis de Roma, capelão pontifício e camareiro do papa, ouvidor geral das causas da Câmara Apostólica. Nesta suplica, Frei André, em nome do dito Arcebispo, solicitava a absolvição da censura incorrida por D. Fernando da Guerra que não pagara, no devido prazo, certa soma de dinheiro a dois mercadores de Florença: Cosme e Lourenço de Medici. Numa outra carta enviada à Cúria Pontífice em 19 de Dezembro do mesmo ano, D. Duarte refere Frei André do Prado, novamente encarregado de procurador de D. Fernando, Arcebispo de Braga. Este encargo está comprovado também em documentos nos anos de 1430 e 1434, o que leva alguns investigadores a especularem que o Frei poderá ter participado no Concílio de Basileia.
Não há registos concretos de que Frei André do Prado terá retornado a Portugal, e se sim quando, no entanto em 1450 este é vigário provincial ou superior maior dos Franciscanos Observantes.
António D. de Sousa Costa e Aires Nascimento especulam que é no ano de 1448 que Frei André compõe a sua obra mais emblemática, o Horologium Fidei ou Relógio da Fé. Nesta obra o autor refere a sua idade já mais avançada, o que leva a especulação de que a sua data de morte não passará de 1455.

## Cronologia
- ±1385- Nasce em Évora
- 1414- Capelão no Colégio de São Clemente de Bolonha.
- 1415- Bacharel em Teologia em Bolonha.
- 1416- Escreve a obra Liber distinctionum ou Spiraculum Francisci Mayronis.
- 1422- Solicita ao Papa o Convento de Santa Zita de Valbom, perto de Tomar, para aí se instituir a Observância Franciscana.
- 1425 e 1426- Professor de teologia no Estudo da Cúria Romana.
- 1429-±1434- Procurador do Arcebispo de Braga na Cúria romana nomeado por D. Duarte.
- ±1448- Escreve a Horologium Fidei.
- 1450- Em Portugal como vigário provincial ou superior maior dos Franciscanos Observantes.
- ±1455- Morre aos ±70 anos.

## Obras
- Spiraculum Francisci Mayronis (1416)

- Horologium Fidei (±1448)

Ao Frei André do Prado se atribuem duas obras: a Liber distinctionum ou Spiraculum Francisci Mayronis e a Horologium Fidei.
A primeira obra, que está conservada nas bibliotecas de Assis e Oxford, é referida pelo autor Frei Atanasio López, como um um compêndio teológico extraído das obras de Mayron, Scotus, Bonet e outros escotistas, por ordem alfabética. É esta a obra que leva investigadores a associarem o Frei André à doutrina escotista. Este compêndio é composto por Frei André do Prado a pedido de confrades para auxílio dos estudantes e, a forma como está organizado, como dicionário de excertos, demonstra uma intenção pedagógica e deixa sobretudo ver as leituras e opções doutrinais de André do Prado. Este manuscrito está ainda inédito.
Já a segunda obra, sua produção mais emblemática, foi editada e estudada por diverso autores.  A Horologium Fidei, foi identificada pela primeira vez em 1931 com a publicação do 1º volume do Catálogo dos Códices Latinos da Biblioteca Vaticana. As Informações conhecidas sobre a datação, objetivo ou destinatário desta obra são especulativas. Sabe-se que a obra terá sido composta, a pedido do Infante D. Henrique, entre 1448 e 1450, aproximadamente, e que, terá ido parar a biblioteca do Vaticano no mais tardar em 1475.
O título do manuscrito, Relógio da Fé, representa para Mário Martins um objetivo do autor de “ensinar aos homens as verdades da fé, como o relógio indica as horas certas do dia”. Evidentemente, esta obra, escrita em latim, está dividida em capítulos com títulos e de forma estruturada a permitir aos leitores mais facilmente a leitura e consulta, o que demonstra um cariz pedagógico e a natureza de manual de consulta. Manuel Souto afirma que “a vertente pedagógica está presente tanto na ânsia de compreensão dos mistérios da fé, de vencer as heresias e os erros dos judeus como na forma literária que assumiu: diálogo”. 
O conteúdo deste manuscrito apresenta um diálogo literário entre um «bom mestre» e um «príncipe todo poderoso», que neste caso refere-se ao autor e ao infante D. Henrique respetivamente, onde os dois interlocutores debatem sobre o Credo, “com o intuito de esclarecer a sua natureza (quid sit), a sua diversidade, a sua articulação, constituição, seu(s) autore(s), a sua causa (de causa), e a quem pertence determinar os seus vários artigos”. André do Prado destaca a figura do Infante, através desta exposição teológica, como um “Homem da Ciência”. Isto atribui a obra, além do cariz de ensino, uma natureza de promoção da figura do Infante nos círculos romanos como alguém culto e interessado pela Teologia.
Já a partir do prólogo da obra identifica-se uma clara veneração de André do Prado ao Infante. Contudo, é de se apontar a semelhança entre este prólogo e uma carta enviada por Poggio Bracciolini ao Duque de Viseu, em 1448, a felicitá-lo pelos empreendimentos do Infante e a ecoar a reputação que este formava em Roma, o que representa uma possível inspiração do autor para a construção do manuscrito. 
No texto são citados vários autores, como Aristóteles, Platão, Boécio, Cassiano, Gregório Magno, Pseudo-Dionísio, Bernardo de Claraval, Pedro Comestor, Algazel, entre outros, o que simboliza o conhecimento de Frei André do Prado. A forma de exposição combina o diálogo com expedientes conhecidos da retórica, como o exemplo, a comparação, a refutação dos adversários, mas é evidente sobretudo a especulação teológica firmada na autoridade de fontes patrísticas e escolásticas.